# Manhunt (serie televisiva 2017)
Manhunt è una serie televisiva antologica statunitense creata da Andrew Sodroski, Jim Clemente e Tony Gittelson, interpretata da Sam Worthington e Paul Bettany. La serie è interpretata anche da Jane Lynch, Katja Herbers, Chris Noth, Michael Nouri e Brían F. O'Byrne.
La prima stagione, composta da 8 episodi e sottotitolata Manhunt: Unabomber, rappresenta un resoconto romanzato della caccia dell'FBI a Theodore Kaczynski. È andata in onda su Discovery Channel il 1º agosto 2017.
Successivamente i produttori hanno pensato di far continuare la serie in modo antologico: la seconda stagione, intitolata Manhunt: Deadly Games segue il caso di Eric Rudolph (conosciuto come l'Olympic Park Bomber) ed è andata in onda dal febbraio 2020 per 10 episodi sul servizio via cavo Spectrum.

## Episodi
| Stagione         | Episodi | Prima TV USA | Prima TV Italia |
| ---------------- | ------- | ------------ | --------------- |
| Prima stagione   | 8       | 2017         | 2017            |
| Seconda stagione | 10      | 2020         | 2020            |

## Produzione
Il titolo di produzione della serie era Manifesto e il commissionamento della serie è stato annunciato nel marzo 2016 alla presentazione di Discovery Communications dal presidente Rich Ross. Il 15 maggio 2016, Entertainment Weekly ha pubblicato diverse foto promozionali, mostrando Paul Bettany nei panni di Ted Kaczynski nella serie.

## Distribuzione
La miniserie è disponibile su Netflix in Irlanda, Italia, Spagna, Canada e Regno Unito riguardo alla prima. La seconda stagione viene distribuita nel 2020 da Starz Play in Italia.

## Accoglienza
Il sito di aggregazione Rotten Tomatoes riporta un indice di gradimento del 92%, con una valutazione media di 7.86/10 basato su 24 Recensioni.